# 李·梅
李·安德魯·梅（英語：Lee Andrew May，1943年3月23日—2017年7月29日），為前美國職棒大聯盟的一壘手，生涯曾效力於紅人、太空人、金鶯與皇家等隊。其弟卡洛斯也是一名大聯盟選手。
梅在退休後擔任數年的打擊教練，他分別在1998年和2006年入選金鶯和紅人的名人堂。2009年，他入選阿拉巴馬州運動名人堂。

## 職業生涯

### 辛辛那提紅人
1965年9月1日，梅以代打身分登上大聯盟。他在1966年9月24日敲出大聯盟首轟，並在1967年開始站穩大聯盟。1968年，他敲出22轟與80分打點。 這年正好是投手大年，不過梅卻依然可以繳出.805的整體攻擊指數。
1969年，他敲出38轟與110分打點。這年他還3度達成雙響砲，歷史上只發生過3次。1970年6月24日，他敲出克羅斯利球場的最後一轟。1970年世界大賽，梅繳出3成89的打擊率，並敲出2轟與8分打點。其中他在第4場8局上敲出逆轉3分砲，幫助球隊躲過橫掃延長戰線。
1971年，梅敲出39轟與98分打點，並獲選為紅人年度MVP。

### 休士頓太空人
1971年球季結束後，紅人認為梅和湯尼·培瑞茲的打擊型態相似，加上太空人急需強打重砲。因此他們在1971年11月29日進行交易，紅人用梅、Tommy Helms和Jimmy Stewart交易來未來名人堂選手喬·摩根、塞薩·傑隆尼默、Jack Billingham、Denis Menke和Ed Armbrister。
到了太空人後，由於太空人主場的特性對於打者不利，因此梅的全壘打產量也不可避免地出現下滑。不過他在1973年繳出聯盟次高的105分打點，1973年，他繳出連續21場比賽敲安的隊史紀錄。1974年4月29日，他成為大聯盟第17位單局敲出2轟的選手。

### 巴爾的摩金鶯
1974年12月3日，太空人將梅、Jay Schlueter交易到金鶯，換來Enos Cabell和Rob Andrews。他在金鶯的初登場首打席就敲出3分砲。1976年，他敲出25轟與109分打點，直接拿下美聯打點王。
在金鶯的最後3年，梅都擔任指定打擊居多，一壘交給艾迪·莫瑞防守。1979年，他敲出19轟與69分打點。雖然球隊闖進世界大賽，不過該年的世界大賽不使用指定打擊，因此梅只有在世界大賽打2個打席，最終金鶯輸給海盜。

### 堪薩斯市皇家
1981年，梅加盟皇家。他在1982年繳出3成08的打擊率，不過球隊還是將他釋出。後來他被皇家聘用為打擊教練，並在1985年隨隊奪冠。

## 生涯打擊成績
| 出賽次數 | 打席 | 打數 | 得分 | 安打 | 二安 | 三安 | 全壘打 | 打點 | 盜壘 | 保送 | 三振 | 打擊率 | 上壘率 | 長打率 | OPS  |
| -------- | ---- | ---- | ---- | ---- | ---- | ---- | ------ | ---- | ---- | ---- | ---- | ------ | ------ | ------ | ---- |
| 2071     | 8219 | 7609 | 959  | 2031 | 340  | 31   | 354    | 1244 | 39   | 487  | 1570 | .267   | .313   | .459   | .772 |

## 個人生活
梅育有3名子女。大兒子Lee May Jr.曾在1986年選秀被大都會選中，不過他都待在小聯盟。另一個兒子Jacob曾在2017年短暫登上大聯盟，當時效力於白襪。
梅在2017年7月29日因肺炎去世，享年74歲，此外他還有心臟疾病。

## 外部連結
- 球員資訊和成績在MLB ，ESPN ，Retrosheet ，Baseball Reference ，Baseball Reference (Minors) ，Fangraphs，The Baseball Cube （英文）